# Uladzimir Dubroushchyk
Uladzimir Dubroushchyk (en biélorusse Уладзімір Дуброўшчык, en russe, Владимир Дубровщик – Vladimir Vladimirovich Dubrovshchik, né le 7 janvier 1972 à Hrodna) est un athlète biélorusse spécialiste du lancer du disque.

## Carrière
Concourant sous les couleurs de l'URSS dès le début des années 1990, Vladimir Dubrovschik devient Champion d'Europe junior en 1981 avant de remporter trois ans plus tard pour la Biélorussie la médaille d'or des Championnats d'Europe senior d'Helsinki avec 64,78 m, devant le Russe Dmitri Chevtchenko. Figurant parmi les favoris des Championnats du monde 2005 se déroulant à Göteborg, Dubrovschik termine deuxième du concours derrière l'Allemand Lars Riedel. Il confirme son rang dès l'année suivante en montant sur la deuxième marche du podium des Jeux olympiques d'Atlanta où il améliore son record personnel en 66,60 m, mais est de nouveau devancé par Lars Riedel.
En 1997, le Biélorusse remporte les Championnats du monde Universitaires et termine par ailleurs au pied du podium des Championnats du monde d'Athènes avec la marque de 66,12 m, à deux centimètres seulement de l'Allemand Jürgen Schult, médaillé de bronze. Il obtient de nouvelles places de finalistes lors des Championnats internationaux majeurs suivants, se classant notamment sixième des Championnats d'Europe 1998, et septième des Championnats du monde 1999 et des Jeux olympiques de 2000.

## Record
Son record personnel au disque est de 69,28 m, établi le 3 juin 2000 à Minsk.

## Palmarès
| Année | Compétition                   | Lieu          | Place | Marque  |
| ----- | ----------------------------- | ------------- | ----- | ------- |
| 1991  | Championnats d'Europe juniors | Thessalonique | 1er   |         |
| 1994  | Championnats d'Europe         | Helsinki      | 1er   | 64,78 m |
| 1995  | Championnats du monde         | Göteborg      | 2e    | 65,98 m |
| 1995  | Finale mondiale               | Monaco        | 3e    | 66,60 m |
| 1996  | Jeux olympiques               | Atlanta       | 2e    | 66,60 m |
| 1997  | Championnats du monde         | Athènes       | 4e    |         |
| 1997  | Universiade                   | Catane        | 1er   | 66,40 m |
| 1998  | Championnats d'Europe         | Budapest      | 6e    | 63,96 m |
| 1999  | Championnats du monde         | Séville       | 7e    |         |
| 2000  | Jeux olympiques               | Sydney        | 7e    |         |
| 2001  | Championnats du monde         | Edmonton      | 13e   |         |